# Orlandina Basket 2001-2002
L'Orlandina Basket 2001-02, sponsorizzata Upea, ha preso parte al campionato professionistico italiano di Legadue.

## Verdetti
- Legadue:
  - stagione regolare: 10º posto su 14 squadre (16-20).

## Roster
| Giocatori |
| --------- |

|    | Naz.                   | Ruolo | Sportivo             | Anno | Alt. | Peso |  |
| -- | ---------------------- | ----- | -------------------- | ---- | ---- | ---- |  |
| 4  | Stati Uniti (bandiera) | AC    | Otis Hill            | 1974 | 204  | 123  |  |
| 5  | Bielorussia (bandiera) | A     | Jahor Meščarakoŭ     | 1976 | 205  | 110  |  |
| 7  | Italia (bandiera)      | P     | Alessandro Bencaster | 1980 | 190  | 85   |  |
| 8  | Italia (bandiera)      | G     | Marco Caprari        | 1976 | 194  | 100  |  |
| 9  | Italia (bandiera)      | GA    | Marco Spangaro       | 1969 | 195  | 97   |  |
| 10 | Italia (bandiera)      | P     | Alessandro Fantozzi  | 1961 | 189  | 90   |  |
| 11 | Italia (bandiera)      | A     | Diego Pastori        | 1961 | 201  | 95   |  |
| 14 | Stati Uniti (bandiera) | G     | Keith Carter         | 1976 | 194  | 90   |  |
| 15 | Italia (bandiera)      | G     | Francesco Orsini     | 1973 | 190  | 95   |  |

| Staff tecnico                          |
| -------------------------------------- |
| Allenatore: Massimo Magri              |
| dal 18 gennaio Gianni Lambruschi       |
| Assistente: Agostino Origlio           |
| Assistente: Federico Pasquini          |
| Preparatore atletico: Pippo Ferrarotto |
| Fisioterapista: Gaetano Bontempo       |

| Giocatori acquisiti a stagione in corso |
| --------------------------------------- |

|    | Naz.                   | Ruolo | Sportivo                         | Anno | Alt. | Peso |  |
| -- | ---------------------- | ----- | -------------------------------- | ---- | ---- | ---- |  |
| 6  | Italia (bandiera)      | P     | Giuseppe Viena (dal 4 ottobre)   | 1971 | 172  | 72   |  |
| 20 | Mali (bandiera)        | C     | Soumaila Samake (dal 30 ottobre) | 1978 | 215  | 104  |  |
| 12 | Stati Uniti (bandiera) | G     | Reggie Fox (dal 26 gennaio)      | 1967 | 191  | 90   |  |

| Giocatori ceduti a stagione in corso |
| ------------------------------------ |

|    | Naz.                   | Ruolo | Sportivo                          | Anno | Alt. | Peso |  |
| -- | ---------------------- | ----- | --------------------------------- | ---- | ---- | ---- |  |
| 12 | Stati Uniti (bandiera) | C     | Nate Althoff (fino al 30 ottobre) | 1978 | 210  | 120  |  |